# Wolff Caspar von Lüttichau
Wolff Caspar von Lüttichau (født 3. september 1704, død 24. marts 1765 på Lerkenfeld i Vesterbølle Sogn) var en dansk officer, broder til Cæsar Læsar von Lüttichau og Christian Ditlev von Lüttichau. Han steg til generalmajor. Han købte Lerkenfeldt i 1743 og ejede herregården til sin død.
Han blev gift 24. maj 1731 med Lucia Magdalena von Ochsen (24. august 1705 – 15. februar 1775).